# Kenny Burrell
Kenneth Earl "Kenny" Burrell (født 31. juli 1931 i Detroit, Michigan, USA) er en amerikansk guitarist, professor, og lærer.
Burrell har spillet med Oscar Peterson, Tommy Flanagan, Gil Evans, John Coltrane, Benny Goodman, Jimmy Smith, Kenny Dorham, Billie Holiday, Tony Bennett, Stanley Turrentine, Donald Byrd, Red Garland, Hank Jones, Eddie Harris, Kai Winding, Frank Wess, Roy Haynes, Wynton Kelly, Sonny Rollins, Bill Evans, Thad Jones, Ed Thigpen etc. Han fik sin debut som jazzguitarist i Dizzy Gillespies sekstet (1951). Burrell har også ledet egen grupper, og indspillet mange plader i eget navn. Han har undervist og givet kurser i Jazzhistorie og været professor i guitar på UCLA i Los Angeles (1978). Burrell har indspillet mange plader for selskabet Blue Note op igennem tiden, den første lp var i (1956). Han var selv inspireret af Charlie Christian og Django Reinhardt, og har selv inspireret guitarister såsom Jimmy Hendrix, Stevie Ray Vaughan og Peter Frampton.

## Udvalgt Diskografi
- Introducing Kenny Burrell (1956)
- Kenny Burrell (1956)
- School Days (1957) - med Dizzy Gillespie
- Kenny Burrell & John Coltrane (1962) - med John Coltane
- Midnight Blue (1963)
- The Individualism of Gil Evans (1964) - med Gil Evans
- Guitar Forms (1965) - med Gil Evans
- Wynton Kelly (1958) - med Wynton Kelly
- Organ Grinder Swing (1958) - med Jimmy Smith
- Tony Bennett at Carnegie Hall (1962) - Med Tony Bennett
- Quintessence (1977) med Bill Evans
- Out of The Storm (1966) - med Ed Thigpen
- Then Along Came Kenny (1996)
- Live at the Blue Note (1996)

## Eksterne Henvisninger
- om Kenny Burrell på www.allmusic.com